# Franz Eugen Schlachter

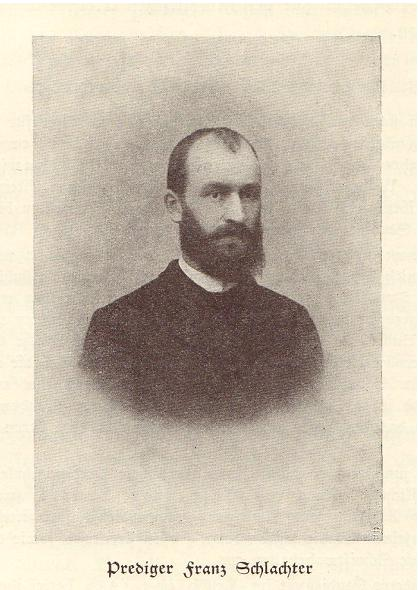
Franz Eugen Schlachter

Franz Eugen Schlachter (* 28. Juli 1859 in Mülhausen; † 12. Januar 1911 in Bern) war ein Schweizer Erweckungsprediger, Schriftsteller, Gemeindeleiter und der Übersetzer der Schlachter-Bibel. Schlachters Protestantismus war vor allem von der Heiligungsbewegung und dem erweckten Pietismus geprägt.

## Leben
Franz Eugen Schlachter wurde als Sohn des Kaufmanns Joseph Franz Schlachter und seiner Ehefrau Elisabeth geb. Faesch in Mülhausen im Elsass als jüngstes von drei Kindern geboren. Die Familie Schlachter war wohnhaft in Altkirch im Elsass und zog später in die Schweiz nach Basel, wo Franz Eugen 1883, wie sein Vater schon 1873, das Schweizer Bürgerrecht erhielt. Hier besuchte er die Volksschule und später zeitweise auch das Gymnasium, das er jedoch ohne Matura vorzeitig verliess. Beruflich wird von einer gewerblichen Lehre als Glaser mit kaufmännischer Zusatzausbildung berichtet.
Im Oktober 1878 begann er an der Evangelischen Predigerschule Basel eine theologische Ausbildung. Es handelte sich um eine freie Predigerschule mit altsprachlicher Ausrichtung unter der Leitung von Wilhelm Arnold-Rappard, einem Schwager des Missionars Carl Heinrich Rappard. Hier wurde er von der Theologie von Johann Tobias Beck geprägt, die den geistlichen Hintergrund der Predigerschule bildete. Während dieser Studienzeit trieb Schlachter das am Gymnasium begonnene Studium der Altsprachen (Altgriechisch/Hebräisch/Lateinisch) weiter. Er las das Neue Testament im altgriechischen Grundtext und ging das Alte Testament im Hebräischen durch. Im März 1882 schloss er die Ausbildung mit dem Examen ab.
Im selben Jahr berief ihn die Evangelische Gesellschaft des Kantons Bern als Prediger und Mitarbeiter des deutschen Evangelisten Elias Schrenk, der damals für die Evangelische Gesellschaft tätig war. Sein Arbeitsgebiet umfasste Bern, Schönbühl, Thun und das nahegelegene Steffisburg. Schlachter arbeitete als Evangelist. Anna von Wattenwyl stand ihm in der Anfangszeit als Mitarbeiterin in der Seelsorgearbeit zur Seite. Als sich Schlachter 1884 in Thun als Erwachsener von einem Prediger der Freien Evangelischen Gemeinde Thun taufen liess, gab es Irritationen mit der Evangelischen Gesellschaft, die aber beigelegt werden konnten.
Schlachter war von der Heiligungsbewegung unter Robert Pearsall Smith geprägt, zu der er bereits als Konfirmand in Basel ersten Kontakt pflegte. 1884 lernte er bei einem Englandaufenthalt die Evangelisten Dwight Lyman Moody und Charles Haddon Spurgeon kennen. Schlachter wohnte in England beim Endzeitpropheten Michael Paget Baxter.
Von 1890 bis 1907 war er als Prediger der Evangelischen Gesellschaft (heute Evangelisches Gemeinschaftswerk) in Biel tätig. In dieser Zeit entstanden seine Bibelübersetzung und die Miniaturbibel. Er war auch massgeblich daran beteiligt, dass 1893 in Biel die Evangelische Kapelle, ein grosser, kirchenähnlicher Versammlungssaal, gebaut wurde. Hierzu hatte Schlachter einen Kapellbauverein gegründet, dessen Präsident er war.
Ab 1907 übernahm er die Predigerstelle an der Freien Evangelischen Gemeinde in Bern, zuerst kommissarisch und ab 1908 dann fest. Hier trieb er an der evangelischen theologischen Fakultät der Universität Bern sein Studium der altorientalischen Sprachen weiter und belegte drei Semester Syrisch und Arabisch.
Schlachter war seit 1885 verheiratet mit Maria geb. Jakob, der Tochter des Berner Landarztes Johann Jakob aus Dieterswil und seiner Ehefrau Magdalena geb. Bucher. Er hatte zwei Töchter, Maria und Elisabeth, verheiratete Baumann, und zwei Söhne, Theodor Wilhelm und Samuel.
Nach einer schweren Magenerkrankung und einer Operation im Berner Spital «Salem» verstarb Franz Eugen Schlachter am 12. Januar 1911 und wurde am 14. Januar 1911 auf dem Berner Schosshaldenfriedhof beigesetzt.

## Veröffentlichungen
Schlachter gab ab 1888 eine «erbauliche» Zeitschrift namens Brosamen von des Herrn Tisch heraus. Es handelte sich um eine 16-seitige Monatszeitschrift im DIN-A5-Format, das später in ein Folio-Format geändert wurde. Diese Zeitschrift war eine Mischung aus Evangeliumsblatt, Fachzeitschrift bzw. lexikalischer Schrift und Nachrichtenblatt. Die «Brosamen» erlebten bereits im 2. Jahr eine Auflage von 3000 Exemplaren. Schlachter blieb bis 1907 deren Redaktor. Der Brosamen-Verlag wurde später von Karl-Hermann Kauffmann im Gedenken an Schlachters Werk neu gegründet.
Weitere Schriften:
- Samuel Lutz. Ein Lebensbild aus der bernischen Kirche des vorigen Jahrhunderts. Abdruck aus den Basler Sammlungen (1889)
- Samuel und Saul. Zwei hervorragende Gestalten des Alten Testaments (1890)
- Übersetzung von: Eugène Pelletan: Jarousseau, der Pfarrer der Wüste (1890)
- Resli, der Güterbub. Geschichte eines Bernerjungen (1891)
- Was Vater Heiniger uns erzählt (1892)
- Der Spiritismus mit besonderer Berücksichtigung der Lehre Ed. Weitzels (1892)
- Das Buch Hiob. Aus dem Urtext übersetzt und mit Anmerkungen versehen von F. E. Schlachter, Bern, Bureau der Evangel. Gesellschaft, 1893, 1. Neuauflage der Freien Brüdergemeinde Albstadt 2006
- Dwight Lyman Moody, ein Lebensbild (1894)
- Frohe Botschaft für die Kranken (1895)
- Eine wiedererweckte Gabe (1896)
- Was lehrt die Bibel von der Taufe? (1896)
- Herodes I., genannt der Große, ein Beitrag zur neutestamentlichen Zeitgeschichte (1897)
- Meister Pippin (1898)
- Dr. Comandis Liebeswerk in Italien (1898) (Biographie über Giuseppe Comandi)
- Pater Chiniquys Erlebnisse, übersetzt von F. E. Schlachter (1899)
- Berechtigung und Aufgabe der Predigt (1900)
- Der Beichtstuhl von Pater Chiniquy (1901)
- Der Weg zu Gott (1906)
- Aus dem Gebiete des Übersinnlichen (1908)
- Das Evangelium der Reformation (1909)
- Kometen und Weltuntergangstheorien (1910)
- Der Schriftforscher (1911)
- Sonntagsbrot (1911)

## Bibelübersetzung

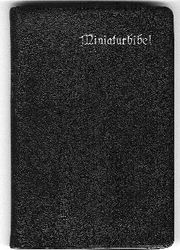
Miniaturbibel

Schlachters Hauptwerk ist die Übersetzung der Bibel ins Deutsche, welche er während seiner Zeit als Prediger der Evangelischen Gesellschaft (heute Evangelisches Gemeinschaftswerk) in der Stadt Biel vornahm. Er hatte 1893 das Buch Hiob übersetzt und herausgegeben, an dem er insgesamt zehn Jahre gearbeitet hatte. Er folgten weitere Teile der Bibel als Einzelhefte, z. B. ab 1901 das Buch Jesaja. Schlachter benutzte eine ältere Ausgabe der Zürcher Bibel. 1902 erschien zuerst das Neue Testament. 1905 wurde dann die gesamte Miniaturbibel veröffentlicht. Der Stil war ähnlich der Lutherbibel, wies aber auch Parallelen zur o. g. alten Zürcher Bibel auf. Ausdrücke wie «Disputiergeist dieser Welt», «Kapital», «dem Tode das Handwerk gelegt», «ein Verkappter» usw. fanden sich nur in dieser Bibelausgabe. In Hiob 8,11–19 und im Neuen Testament übersetzte er einzelne Passagen bzw. Verse in Gedichtform. Eine Besonderheit dieser Ausgabe war, dass der Text fortlaufend gesetzt war und nur bei neuen Sinnabschnitten unterbrochen wurde. Die Bibel war nur 1–1,2 cm dick und hatte ein länglich handliches Format mit nur 728 Seiten, so dass es in jede Jackentasche passte. Sie war eine verbreitete Ausgabe in den südlichen deutschsprachigen Gebieten, wie der Schweiz, dem Elsass und Schwaben. Später gab es dann eine Grossdruckausgabe, die so genannte Hausbibel (1907), und eine Handbibel (1908) mit grösserem Druckbild. Die Miniaturbibel erlebte in den ersten zwei Jahren sechs Auflagen. In den ersten acht Jahren wurden ca. 17'000 Bibeln verkauft. Schlachter hatte auch ein Verkaufs-Depot in den USA und in Russland. Von der grossen Hausbibel findet man heute noch vereinzelt Exemplare in der Schweiz und in den USA, wohingegen die Handbibel von 1908 selten zu finden ist.

## Die Schlachter-Bibel nach Schlachters Tod
Nach Schlachters Tod wurde die Miniaturbibelgesellschaft aufgelöst. Johannes Schergens (1855–1919) gab eine Revision der Schlachter-Bibel in Auftrag. Sie wurde von den Schweizer Pfarrern Karl Linder (1861–1931) und Ernst Kappeler (1865–1936) im Auftrag von Schergens durchgeführt und erschien 1913 zuerst als Handbibel, dann auch als Miniaturbibel. 1918 übernahm die Württembergische Bibelanstalt diese Ausgabe der Schlachter-Bibel. Sie erlebte insgesamt sieben Auflagen (bis 1952). Es existiert noch eine weitere Ausgabe, die zwischen 1960 und 1965 erschien, in der aber keine Auflage genannt wird.
1945 verteilte die englische Scripture Gift Mission Hunderttausende von leicht überarbeiteten Neuen Testamenten der Miniaturbibel von 1905 als Sonderdruck unter die deutschen Kriegsgefangenen in den englischen Gefangenenlagern. Die Genfer Bibelgesellschaft druckte diese Sonderauflage mit Zustimmung von Frau Schlachter. Nach dem Zweiten Weltkrieg wurde die Schlachter-Bibel 1951 von der Genfer Bibelgesellschaft neu herausgegeben, als Neubearbeitung der alten Miniaturbibel von 1905. Auch diese Bibel erlebte als Hand-, Taschen-, und Hausbibel mehrere Auflagen.
Ein zwischenzeitlich durchgeführter Revisionsversuch wurde abgebrochen und führte zur Neuen Genfer Übersetzung bzw. 1976 zu einer Sonderauflage des Johannesevangeliums. 1995 begann dann in Albstadt eine grundlegende Revision der Ausgabe von 1951, die im Jahr 2002 abgeschlossen wurde. So liegt jetzt die revidierte Schlachter-Bibel 2000 vor (reformatorischer Grundtext, sinngemäss sehr grundtextgenau, erbauliches gutes Deutsch). Seit November 2003 liegt eine zusätzliche Studienausgabe mit ca. 100'000 Parallelstellen, einem reichhaltigen Anhang und vielen sachlichen Fussnoten vor. Diese Studienausgabe gibt es auch in Form einer Taschenbibel. 2004 folgte eine Miniaturausgabe, allerdings im Perl-Bibel-Format. Seit 2009 gibt es eine Sonderausgabe Russisch-Deutsch, mit dem russischen Synodaletext in der ersten Spalte und dem deutschen Schlachter-Text in der Parallel-Spalte. 2015 wurde eine Verteilausgabe gedruckt, die sogenannte «Kaffeebibel». Eine grosse Konkordanz zur Schlachter 2000 ist Ende September 2015 erschienen.

## Geistlicher Einfluss
Schlachter war wohl eine der fruchtbarsten Persönlichkeiten der Schweizer Heiligungsbewegung bzw. der Erweckungsbewegung. Durch die Miniaturbibel reichte sein Einfluss weit über die Schweiz hinaus. Auch die Übersetzung der zwei Bände von Pater Chiniquys Erlebnissen und des Folgebandes Der Beichtstuhl bzw. des Buches Jarousseau, der Pfarrer der Wüste waren wichtige Beiträge zur geistlichen Auseinandersetzung des Protestantismus mit dem Katholizismus. Sein grösster direkter Einfluss geschah aber durch die Herausgabe seiner Zeitschrift Brosamen von des Herrn Tisch, durch die er Teile der Berner Landbevölkerung sowohl geistlich als auch sozial und kulturell prägte. Nach dem Zweiten Weltkrieg waren seine Broschüren Resli, der Güterbub und der Prediger der Wüste in Deutschland verbreitet. In neuerer Zeit ist er als Person eher in Vergessenheit geraten, wohingegen sich seine Bibel weiterhin eines grossen Leserkreises erfreut. 2007 erschien eine kurze Biographie von Schlachter, 2010 eine ausführliche Fassung mit 100 Bildern.

## Medien
Franz Eugen Schlachter, Prediger und Bibelübersetzer. Ein Hörspielbuch für Erwachsene von Christian Mörken, SCM Hänssler, Holzgerlingen 2014.